# Daft Punk
Daft Punk — французский музыкальный электронный дуэт, образованный в 1993 году Тома Бангальтером и Ги-Манюэлем де Омем-Кристо.
Достигли значительного успеха к концу девяностых на волне движения хаус-музыки во Франции, создав собственное звучание, смешав элементы электро, хауса, диско и синтипопа. Оказали значительное влияние на формирование собственно французского хауса. В период с 1996 по 2008 год их менеджером был Педро Винтер (Busy P), глава Ed Banger Records.
На заре своей карьеры участники коллектива испытали сильное влияние таких групп как The Beach Boys и The Rolling Stones. Изначально Бангальтер и де Омем-Кристо сформировали группу под названием Darlin’, которая распалась через непродолжительное время, что позволило участникам заняться своими музыкальными экспериментами поодиночке. Дуэт возродился уже как Daft Punk, выпустив нашумевший альбом Homework в 1997 году. Релиз 2001 года, альбом Discovery, стал ещё более успешным, подхваченный клубными синглами «One More Time», «Digital Love» и «Harder, Better, Faster, Stronger». В марте 2005 года дуэт выпустил третий альбом Human After All, принятый критиками весьма неоднозначно. Несмотря на это, синглы «Robot Rock» и «Technologic» имели успех в Великобритании. В 2006—2007 годах Daft Punk отправляются в музыкальный тур, по окончании которого выпускают живой альбом Alive 2007, получивший Грэмми в номинации «Лучший электронный/танцевальный альбом». В 2010 году дуэт написал музыку для фильма Трон: Наследие и выпустил альбом с саундтреками к нему.
В мае 2013 года Daft Punk выпускают четвёртый студийный альбом Random Access Memories, получивший высочайшие оценки музыкальной прессы. За месяц до этого, в апреле, выходит синглом одна из песен этого альбома — Get Lucky, ставшая мировым хитом. Ретро-саунд альбома принёс дуэту победу в нескольких престижнейших номинациях 56-й церемонии Грэмми, включая «Запись года» и «Альбом года». Ещё через три года Daft Punk впервые за четверть века существования дуэта возглавили Billboard Hot 100 (с новым синглом Starboy).
Daft Punk славились своими тщательно проработанными живыми выступлениями, в которых визуальные элементы и спецэффекты составляли единое целое с музыкой. Важную роль в их творчестве играла визуальная составляющая подачи истории, переплетающаяся с музыкой, к примеру, ношение костюмов роботов на публике и во время живых выступлений.
В 2021 году коллектив объявил о распаде.

## История

### Ранние годы (1987—1993)
Тома Бангальтер и Ги-Манюэль де Омем-Кристо познакомились в 1987 году во время учёбы в Лицее Карно в Париже. Они стали хорошими друзьями и позже записали демо-треки при участии других ребят из лицея. В итоге, в 1992 году вместе с Лораном Бранковитцем они сформировали гитарную группу Darlin'. Бангальтер играл на бас-гитаре, де Омем-Кристо на гитаре, а Бранковитц на барабанах. Трио взяло себе название в честь одноимённой песни The Beach Boys, на которую они сделали кавер, помимо сочинения собственной композиции. Stereolab включили оба трека в свой EP-сборник, а также пригласили группу играть на открытии своих сценических шоу в Великобритании. Как признался Бангальтер: «Тот проект был достаточно среднего уровня. Он был скоротечен — может, шесть месяцев, четыре песни и два выступления». Негативная рецензия от Melody Maker впоследствии окрестила их музыку «кучей безумных отбросов». Вместо того, чтобы закрыть глаза на рецензию, они отнеслись к ней с иронией. Как сказал де Омем-Кристо: «Мы так долго подбирали название, пока не остановились на Darlin', а всё закончилось так быстро». Вскоре Darlin' распались с уходом Бранковитца в проект Phoenix. Бангальтер и де Омем-Кристо сформировали Daft Punk и начали экспериментировать с драм-машинами и синтезаторами.

### ПериодHomework(1993—1999)
В 1993 году Daft Punk приняли участие в рейве в Евро-Диснейленде, где они встретились со Стюартом из группы Slam, сооснователем Soma Quality Recordings. Там демо-плёнка была передана Макмиллану и стала основой дебютного сингла Daft Punk «The New Wave», ограниченно выпущенного в 1994 году. Сингл также содержал финальный микс на «The New Wave», названный «Alive» и впоследствии вошедший в их первый альбом.
Daft Punk вернулись в студию в мае 1995 для записи «Da Funk». В том же году он стал их первым коммерчески успешным синглом. После успеха «Da Funk», Daft Punk начали поиски менеджера. Они остановили свой выбор на Педро Винтере, который занимался постоянной раскруткой их и других артистов в своих ночных клубах Hype. Группа подписала контракт с Virgin Records в сентябре 1996 года, лицензировав свои треки у мейджора для их распространения посредством собственной выпускающей фирмы Daft Trax. Бангальтер рассказал о решении дуэта подписать контракт с Virgin:
Многие звукозаписывающие компании были заинтересованы в контракте с нами. Предложения поступали отовсюду, но мы решили выждать, так как не хотели терять контроль над тем, что мы создаём. Мы отказали многим компаниям. Деньги нас не интересовали, так что мы отказали лейблам, которые стремились к более пристальному контролю, чем нам бы хотелось. На самом деле, у нас партнёрские отношения с Virgin.
По поводу контролирования артистов и их свободы, Бангальтер заявил:
Контроль над ситуацией для нас гораздо важнее денег. Нельзя получить всё. Мы живём в обществе, где деньги — это то, к чему стремятся люди. Мы сделали выбор. Контроль — это свобода. Контроль над своей судьбой, не над другими людьми. Мы не пытаемся манипулировать кем-то, просто контролируем собственную деятельность. Делать это — значит оставаться свободными. Людям следует понять, что артист, сам контролирующий свои действия, это вовсе не плохо. Очень многие артисты сегодня являются жертвами, они не свободны. И это удручает.
«Da Funk» и «Alive» позже были включены в дебютный альбом Daft Punk 1997 года Homework. Альбом был отмечен инновационным синтезом стилей техно, хауса, эйсид-хауса и электро, и заслужил славу как один из альбомов, наиболее сильно повлиявших на танцевальную музыку девяностых. «Da Funk» также вошёл в саундтрек к фильму «Святой». Это был тот период, когда танцевальная музыка менялась, и Daft Punk добились большого успеха. Они смешали вышеперечисленные музыкальные стили с элементами рейва, бывшего на пике популярности. Наиболее успешным синглом с Homework стала песня «Around the World», в которой постоянно напевается её название. Daft Punk также продюсировали серию музыкальных клипов для Homework, режиссёрами которых стали Спайк Джонз, Мишель Гондри, Роман Коппола и Себ Жаньяк. Коллекция видео была выпущена в 1999 под названием D.A.F.T.: A Story About Dogs, Androids, Firemen and Tomatoes.

### ПериодDiscovery(1999—2004)
На протяжении 1999 года группа была занята рекорд-сессиями для своего второго альбома, которые начались годом ранее. Вышедший в 2001 году альбом Discovery по стилю тяготел к синтипопу, что поначалу обескуражило фанатов предыдущего материала Daft Punk из альбома Homework. Группа пояснила, что альбом был задуман как попытка передать то игривое и открытое отношение к миру, которое было у каждого во время фазы открытий в детстве. Это привело к преобладанию в альбоме тем и семплов из эпохи конца 1970-х, начала 1980-х. Он достиг 2-го места в Великобритании, а сингл с него «One More Time» стал главным клубным хитом, который практически покорил вершину британского чарта синглов. Следует отметить значительное применение в этой и других песнях автотюна. Сингл и альбом породили новое поколение фанатов, в основном знакомых с творчеством Daft Punk периода их второй пластинки. Синглы «Digital Love» и «Harder, Better, Faster, Stronger» также добились большого успеха в британском чарте синглов и американском танцевальном чарте, а песня «Face to Face» стала абсолютным хитом по проигрываниям в клубах США, хотя сингл был выпущен ограниченно. Также в 2001 году был выпущен 45-минутный концертный альбом, записанный вживую в 1997 году в Бирмингеме, Великобритания, получивший название Alive 1997. В 2003 году увидел свет полнометражный аниме-фильм «Интерстелла 5555: История секретной звёздной системы». Daft Punk выступили в качестве продюсеров фильма, под руководством Лэйдзи Мацумото, о котором они отзывались не иначе, как о герое своего детства. Для раскрутки фильма также был выпущен альбом ремиксов «Daft Club». Присутствующие на нём треки ранее были доступны через онлайн-сервис, вход на который осуществлялся по членским карточкам одноимённого клуба.

### ПериодHuman After All(2004—2008)
Период в шесть недель с 13 сентября по 9 ноября 2004 года Daft Punk посвятили созданию нового материала. Дуэт выпустил альбом Human After All в марте 2005 года. Рецензии были неоднозначны, в основном их корили за излишне повторяющиеся мотивы, а также за спешку в записи альбома. Синглами из альбома стали треки «Robot Rock», «Technologic», «Human After All», «The Prime Time of Your Life» и «The Brainwasher». В официальном комментарии относительно альбома было сказано: «Нам кажется, что название Human After All говорит само за себя».
CD/DVD с антологией творчества Daft Punk, озаглавленный как Musique Vol. 1 1993-2005 был выпущен 4 апреля 2006. В неё вошли новые клипы на «The Prime Time of Your Life» и «Robot Rock (Maximum Overdrive)». Daft Punk также выпустили альбом ремиксов Human After All: Remixes. В лимитированное издание вошли две фигурки-кубрика участников Daft Punk в виде роботов.
21 мая 2006 года состоялась премьера режиссёрского дебюта Daft Punk — фильма Daft Punk's Electroma на Каннском кинофестивале в рамках Двухнедельника режиссёров. В отличие от их прошлых DVD и фильмов (D.A.F.T. во времена Homework и Interstella 5555 во времена Discovery), в фильме отсутствует собственная музыка дуэта. Ночные показы фильма проходили в парижских кинотеатрах начиная с конца марта 2007. Первые отклики зрителей были позитивными.
Daft Punk выпустили свой второй живой альбом, названный Alive 2007, 19 ноября 2007. Он содержит выступление дуэта в Париже, во время их тура Alive 2007. Живая версия «Harder, Better, Faster, Stronger» с Alive 2007 была выпущена как сингл.

### Современный образ (2008—2011)
По прошествии тура Alive 2007 Daft Punk сфокусировались на других проектах. Из интервью 2008 года с Педро Винтером стало известно, что дуэт вернулся в свою парижскую студию для работы над новым материалом. Винтер также перестал быть менеджером Daft Punk, чтобы уделять больше внимания своему лейблу Ed Banger Records и работе в качестве Busy P. В более позднем интервью он сообщил, что дуэт работает с неназванной менеджмент-компанией в Лос-Анджелесе. В 2008 году Daft Punk заняли 38-ю строчку по результатам официального открытого голосования от DJ Magazine, впервые появившись годом ранее на 71 строчке. 8 февраля 2009 года Daft Punk получили 2 премии «Грэмми» за концертный альбом Alive 2007 и сингл из него, «Harder, Better, Faster, Stronger».
Daft Punk предоставили одиннадцать новых миксов специально для видеоигры DJ Hero. Они сами также появились в игре в качестве игровых персонажей, носящих шлемы эпохи Discovery и кожаную одежду эпохи Human After All. В сиквеле DJ Hero 2, персонажи Daft Punk отсутствуют, несмотря на то, что в игре есть ремикс на их песню «Human After All»
В 2009 году на San Diego Comic-Con было объявлено, что дуэт написал 24 трека к фильму «Трон: Наследие». Саундтрек написан при участии оркестра под управлением Joseph Trapenese. Участники Daft Punk также появились в одном из эпизодов фильма в качестве диджеев в своих масках роботов. Саундтрек вышел 6 декабря 2010 года. Walt Disney Records выпустил альбом ремиксов саундтрека под названием Tron: Legacy Reconfigured 5 апреля 2011 года. В 2010 году дуэт Daft Punk получил Орден Искусств и литературы во Франции. Бангальтер и де Омем-Кристо получили личный орден степени Кавалер.

### ПериодRandom Access Memories(2011—2021)
Soma Records выпустила ранее не вышедший трек Daft Punk под названием «Drive», который был написан в то время, когда дуэт ещё сотрудничал с Soma Records и работал над «Rollin’ and Scratchin’» и «Da Funk». В октябре 2011 года Daft Punk заняли 28-е место в «ТОП-100 диджеев 2011 года» по версии журнала DJ Magazine после появления на 44-м месте год назад. 19 января 2012 года Daft Punk заняли второе место в списке Mixmag «Лучшие танцевальные группы всех времен».
Daft Punk начали экспериментировать с материалом для четвёртого альбома в 2008 году, во время работы над саундтреком к фильму «Трон: Наследие». Как в то время отметил Тома Бангальтер, «Создание музыки для фильма достаточно незатейливо. Мы работали над некоторой нашей музыкой параллельно». Дуэт не был доволен получившимися демозаписями Random Access Memories, которые тогда по большей части опирались на синтезаторы.
В январе 2013 года де Омем-Кристо заявил, что Daft Punk в процессе подписания контракта с Sony Music Entertainment, и что альбом выйдет весной. 23 марта в iTunes на странице предзаказа нового диска появилось название пластинки и дата выхода — 21 мая 2013 года. 3 апреля официальный сайт Random Access Memories запустил серию документальных видео об альбоме. В записи альбома приняли участие многие артисты, среди которых Найл Роджерс, Пол Уильямс, Джорджио Мородер, Фаррелл Уильямс, Тодд Эдвардс, DJ Falcon, Gonzales, Panda Bear и Джулиан Касабланкас. Альбом был крайне положительно принят критикой. «Get Lucky» стал первым британским синглом Daft Punk, продержавшийся на первом месте в течение 4 недель.
В 2016 году дуэт работал над двумя синглами исполнителя The Weeknd — «I Feel It Coming» и «Starboy», а в 2017 году вместе с группой Parcels был выпущен трек «Overnight».

### Распад группы (2021)
22 февраля 2021 года участники Daft Punk объявили о распаде дуэта, выложив на официальном YouTube-канале видео под заголовком «Daft Punk – Epilogue». Журнал Variety при этом отметил, что учитывая неординарный стиль коллектива, за этим может последовать объявление о работе над новым проектом.

## Визуальные компоненты и имидж
Daft Punk известны использованием примечательных визуальных компонентов, связанных с их музыкой. Так, видеоклипы для синглов с Homework запоминаются своими персонажами и местами, упор в них делается на повествование, а не на музыкальное шоу. Альбом Discovery впоследствии стал саундтреком к аниме «Интерстелла 5555».
Внешний вид участников также менялся с течением времени. Во времена альбома Homework дуэт надевал скрывающие внешность маски. Они предпочитали, чтобы их заменяла анимация (в таком виде они появляются на The Work of Director Michel Gondry DVD), фотографии для прессы искажались цифровым путём. Имеется очень мало официальных фотографий с лицами дуэта.
В годы Discovery, когда их появления на публике участились, они взяли образ футуристических роботов. В таком виде они проводили фотосессии, интервью, живые выступления и появлялись в клипах. Специально спроектированные для них костюмы включают замысловатые шлемы с LED-подсветкой, а также перчатки с металлическими пальцами. В этих же костюмах они сыграли роль диджеев клуба «Конец строки» в фильме «Трон: Наследие».

## Публичность и упоминания в СМИ
В 2011 году компания Coca-Cola выпустила ограниченную серию бутылок своего напитка, стилизованных под Daft Punk (под названием Daft Coke). Они поступили в продажу только на территории Франции.

## Дискография
- Homework (1997)
- Discovery (2001)
- Human After All (2005)
- Random Access Memories (2013)

## Награды и номинации

### Премия BRIT
Премия BRIT — это ежегодная церемония вручения музыкальных наград Британской ассоциацией производителей фонограмм в области поп-музыки. Daft Punk получил 4 номинации.
| Год  | Номинируемая работа | Категория                   | Результат |
| ---- | ------------------- | --------------------------- | --------- |
| 1998 | Daft Punk           | Лучшая международная группа | Номинация |
| 1998 | Daft Punk           | Лучший международный дебют  | Номинация |
| 2002 | Daft Punk           | Лучшая международная группа | Номинация |
| 2002 | Discovery           | Лучший международный альбом | Номинация |

### Премия Грэмми
Премия Грэмми — это ежегодная премия вручаемая Национальной академией искусства и науки звукозаписи США.
| Год  | Номинируемая работа                          | Категория                              | Результат |
| ---- | -------------------------------------------- | -------------------------------------- | --------- |
| 1998 | «Da Funk»                                    | Best Dance Recording                   | Номинация |
| 1999 | «Around the World»                           | Best Dance Recording                   | Номинация |
| 2002 | «One More Time»                              | Best Dance Recording                   | Номинация |
| 2002 | «Short Circuit»                              | Best Pop Instrumental Performance      | Номинация |
| 2006 | Human After All                              | Best Electronic/Dance Album            | Номинация |
| 2009 | «Harder Better Faster Stronger (Alive 2007)» | Best Dance Recording                   | Победа    |
| 2009 | Alive 2007                                   | Best Electronic/Dance Album            | Победа    |
| 2012 | Tron: Legacy                                 | Best Score Soundtrack for Visual Media | Номинация |
| 2014 | Random Access Memories                       | Album of the Year                      | Победа    |
| 2014 | Random Access Memories                       | Best Dance/Electronica Album           | Победа    |
| 2014 | Random Access Memories                       | Best Engineered Album, Non-Classical   | Победа    |
| 2014 | «Get Lucky»                                  | Best Pop Duo/Group Performance         | Победа    |
| 2014 | «Get Lucky»                                  | Record of the Year                     | Победа    |